# Starobeševský rajón
Starobeševský rajón (ukrajinsky Старобешівський район) byl rajón v Doněcké oblasti na Ukrajině. Hlavním městem bylo Starobeševe a rajón měl přibližně 49 tisíc obyvatel. 

## Sídla v rajónu
- Kalmiuske
- Novyj Svit
- Starobeševe